# Rhythmeen
Rhythmeen är det tolfte studioalbumet med amerikanska bluesrockbandet ZZ Top som släpptes 1996.

## Låtlista
| Nr  | Titel                | Längd | Notering             |
| --- | -------------------- | ----- | -------------------- |
| 1.  | Rhythmeen            |       | Beard, Gibbons, Hill |
| 2.  | Bang Bang            |       | Beard, Gibbons, Hill |
| 3.  | Black Fly            |       | Beard, Gibbons, Hill |
| 4.  | Whats Up With That   |       | Beard, Gibbons, Hill |
| 5.  | Vincent Price Blues  |       | Beard, Gibbons, Hill |
| 6.  | Zipper Job           |       | Beard, Gibbons, Hill |
| 7.  | Hairdresser          |       | Beard, Gibbons, Hill |
| 8.  | Shes Just Killing Me |       | Beard, Gibbons, Hill |
| 9.  | My Mind is Gone      |       | Beard, Gibbons, Hill |
| 10. | Loaded               |       | Beard, Gibbons, Hill |
| 11. | Prettyhead           |       | Beard, Gibbons, Hill |
| 12. | Hummbucking, part 2  |       | Beard, Gibbons, Hill |

## Medverkande
- Frank Beard - Trummor
- Billy Gibbons - Gitarr, sång
- Dusty Hill - Basgitarr, sång

## Produktion
- Producent: Bill Ham, Billy Gibbons
- Tekniker: Bob Ludwig, Joe Hardy
- Design: Sean Mosher-Smith